# Poellnitzia rubriflora

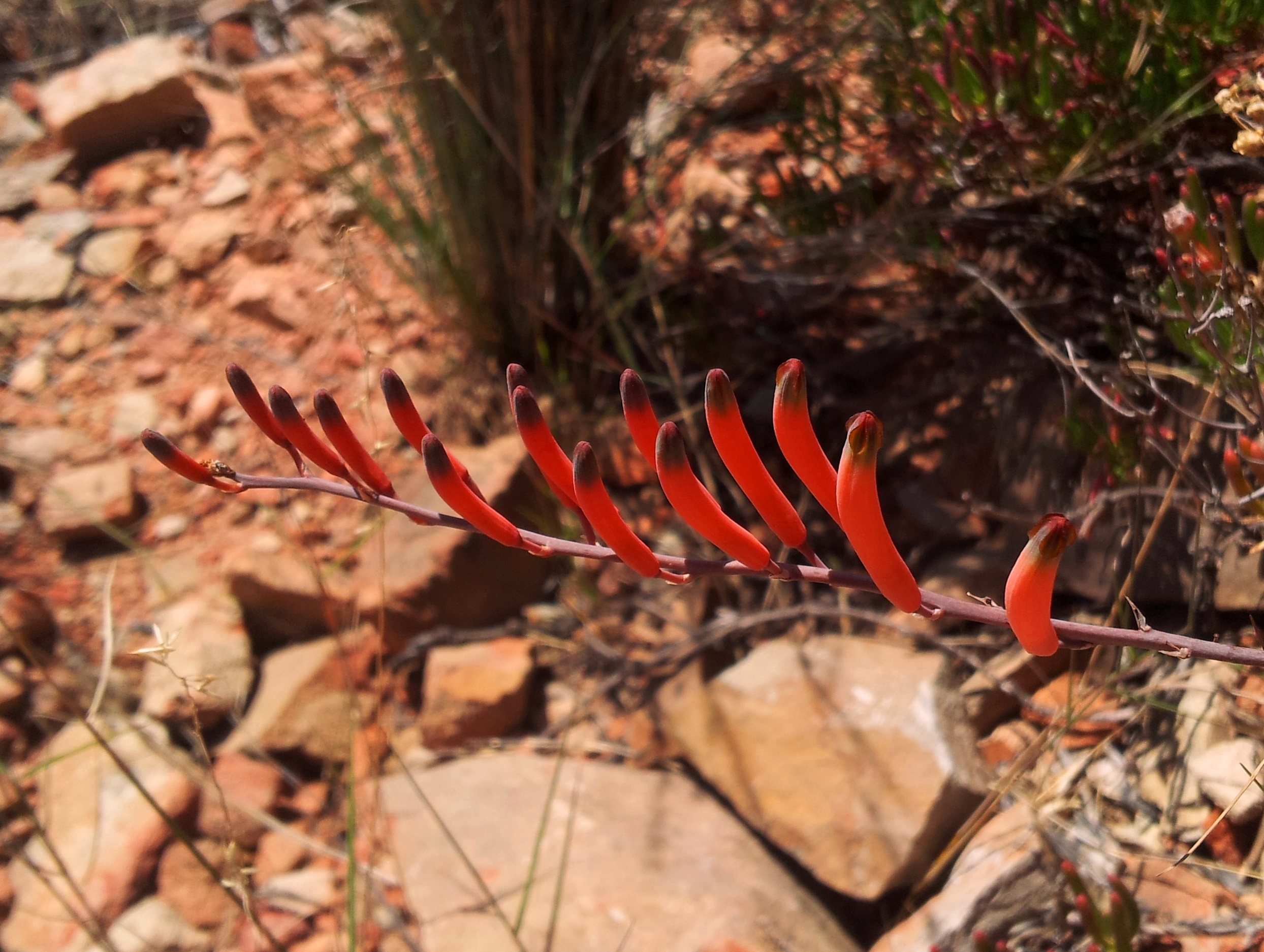
Blütenstand

Poellnitzia rubriflora ist die einzige Pflanzenart der monotypischen Gattung Poellnitzia aus der Unterfamilie der Affodillgewächse (Asphodeloideae). Der botanische Name der Gattung ehrt den deutschen Landwirt und Botaniker Karl von Poellnitz, der sich intensiv mit der Systematik der Sukkulenten beschäftigte. Das Artepitheton rubriflora leitet sich von den lateinischen Worten rubra für ‚rot‘ sowie -florus für ‚blühend‘ ab und verweist auf die Blütenfarbe der Art.

## Beschreibung

### Vegetative Merkmale
Poellnitzia rubriflora ist eine krautige, stammbildende, sprossende, ausdauernde Pflanze. Ihre Triebe sind bis 25 Zentimeter lang und weisen einen Durchmesser von etwa 1 Zentimeter auf. 
Die dunkelgrünen, dicken und harten Laubblätter bilden vierzeilige Rosetten. Sie sind sparrig-ziegelig und in spiraligen Reihen angeordnet. Die Blattspreite ist 2 bis 4 Zentimeter lang, an der Basis etwa 2 Zentimeter breit und bis zu 0,5 Zentimeter dick. Der Blattrand ist winzig rau, die Blattspitze stechend-zugespitzt.

### Blütenstände und Blüten
Der Blütenstand ist eine einfache, anfangs waagerechte, bis zu 50 Zentimeter lange Rispe. Die unteren sterilen Teile sind mit Brakteen besetzt. Die aufrechten Blüten sind einseitswendig. Die kurzen Blütenstiele sind aufrecht und ausdauernd. Die orangefarbenen bis roten Tepalen weisen dunkelgrüne Spitzen auf. Die Tepalen sind an ihrer Basis zu einer schmalen, verlängerten Blütenröhre verwachsen. Die Röhre ist etwa 2 Zentimeter lang und misst 3 Millimeter im Durchmesser. Im oberen Drittel ist sie leicht abgebogen. Die freien Teile der Tepalen kleben eng zusammen. An ihrer Spitze sind sie löffelförmig und zusammengeneigt. Die sechs Staubblätter setzen in der Perigonröhre an und sind etwa 18 Millimeter lang. Ihre Staubfäden sind hellgrün. Die gelben, dorsifixen Staubbeutel reißen längs auf und sind intrors. Der grüne, sitzende Fruchtknoten ist 6 bis 7 Millimeter lang und weist einen Durchmesser von 3 Millimeter auf. Der 12 Millimeter lange Griffel ist weiß, gerade und kopfig.

### Früchte und Samen
Die Früchte sind zylindrische, dreifächrige, lokulizide Kapselfrüchte, deren Spitze abgerundet ist. Sie sind etwa 16 Millimeter lang und erreichen Durchmesser von 3 bis 4 Millimeter. Die Kapselfrüchte enthalten kantige, dunkelbraune bis schwarze, kurz geflügelte Samen von etwa 4 Millimeter Länge.

### Genetik
Die Chromosomenzahl beträgt {\displaystyle 2n=14}.

## Systematik und Verbreitung
Poellnitzia rubriflora ist in der südafrikanischen Provinz Westkap in der Robertson Karoo, d. h. im Gebiet um Robertson, Bonnievale und McGregor, vor allem im Winterregengebiet in Karoo-artigem Buschwerk in Höhen von etwa 150 bis 200 Metern verbreitet.
Die Erstbeschreibung als Apicra rubriflora durch Harriet Margaret Louisa Bolus wurde 1920 veröffentlicht. Antonius Josephus Adrianus Uitewaal stellte 1940 für diese Art die Gattung Poellnitzia auf.
Morphologisch ähnelt Poellnitzia rubriflora einigen Arten der Gattungen Aloe, Astroloba und Haworthia. Die Blütenmorphologie ist jedoch innerhalb der Gruppe der Alooideae einzigartig, da die dunkelgrünen, freien Abschnitte der Tepalen zusammengeneigt bleiben und eingefaltet-klappige, kaum spreizende, äußerste Spitzen aufweist.
Sie bildet intergenerische Hybriden mit Arten der Gattung Gasteria (×Poellneria G.D.Rowley) und Dreifachhybriden mit Arten der Gattungen Gasteria und Haworthia (= ×Cummingara G.D.Rowley)
Nomenklatorische Synonyme sind Astroloba rubriflora (L.Bolus) E.Lamb (1955, nom. inval. ICBN-Artikel 33.2), Haworthia rubriflora (L.Bolus) Parr (1971), Aloe rubriflora (L.Bolus) G.D.Rowley (1981) und Astroloba rubriflora (L.Bolus) Gideon F.Sm. & J.C.Manning (2000). In die Art als Synonym einbezogen wurden Apicra jacobseniana Poelln. (1939), Poellnitzia rubriflora var. jacobseniana (Poelln.) Uitewaal (1955) und Haworthia rubriflora var. jacobseniana (Poelln.) Parr (1972, nom. inval. ICBN-Artikel 33.2).

## Nachweise